# Matkah Point
Der Matkah Point ist eine Landspitze an der Westküste der westantarktischen James-Ross-Insel. Sie markiert nördlich die Einfahrt zur Holluschickie Bay.
Das UK Antarctic Place-Names Committee benannte sie am 4. September 1957 in Anlehnung an die Benennung der Holluschickie Bay. Matkah ist der Name der Mutter in Rudyard Kiplings Geschichte Die weiße Robbe aus seinem Werk Das Dschungelbuch aus dem Jahr 1894.